# Finale Kupa prvaka 1958.
Finale Kupa prvaka 1958. je bilo treće finale Kupa prvaka, danas zvana UEFA Liga prvaka. U finalu su igrali španjolski Real Madrid C.F. (po treći put) i talijanski AC Milan. Finale je odigrano 28. svibnja 1958. na stadionu Heysel u Bruxellesu. Treći put zaredom, pobijedio je Real Madrid rezultatom 3:2 nakon produžetaka.

## Susret
| 28. svibnja 1958.                  |           |                           |                                                 |
| Real Madrid                        | 3:2 (pr.) | AC Milan                  | Heysel Stadium, Bruxelles Sudac: Albert Alsteen |
| Di Stéfano 74' Rial 79' Gento 107' |           | Schiaffino 59' Grillo 78' | Heysel Stadium, Bruxelles Sudac: Albert Alsteen |

| Real Madrid | AC Milan |

| REAL MADRID:   |    |                    |
|                |    |                    |
| GK             | 1  | Juan Alonso        |
| DF             | 2  | Ángel Atienza      |
| DF             | 3  | José Santamaría    |
| DF             | 4  | Rafael Lesmes      |
| DF             | 5  | Juan Santisteban   |
| MF             | 6  | José María Zárraga |
| MF             | 7  | Raymond Kopa       |
| MF             | 8  | Joseito            |
| MF             | 9  | Alfredo Di Stéfano |
| FW             | 10 | Héctor Rial        |
| FW             | 11 | Francisco Gento    |
| Trener:        |    |                    |
| Luis Carniglia |    |                    |

| AC MILAN:      |    |                                   |
|                |    |                                   |
| GK             | 1  | Narciso Soldan                    |
| DF             | 2  | Alfio Fontana                     |
| DF             | 3  | Cesare Maldini                    |
| DF             | 4  | Eros Beraldo                      |
| DF             | 5  | Mario Bergamaschi                 |
| MF             | 6  | Luigi Radice                      |
| MF             | 7  | Giancarlo Danova                  |
| MF             | 8  | Nils Liedholm                     |
| MF             | 9  | Juan Alberto Schiaffino           |
| FW             | 10 | Ernesto Grillo                    |
| FW             | 11 | Ernesto Bernardo Tito Cucchiaroni |
| Trener:        |    |                                   |
| Giuseppe Viani |    |                                   |

## Statistika
|                | Real Madrid | AC Milan |
| -------------- | ----------- | -------- |
| Golovi         | 3           | 2        |
| Udarci         | 20          | 17       |
| Udarci u okvir | 14          | 10       |
| Posjed lopte   | 75 %        | 25 %     |
| Korneri        | 4           | 3        |
| Prekršaji      | 5           | 8        |
| Zaleđa         | 1           | 4        |
| Žuti kartoni   | 0           | 0        |
| Crveni kartoni | 0           | 0        |

| Finala Kupa prvaka i UEFA Lige prvaka | Finala Kupa prvaka i UEFA Lige prvaka |
| ------------------------------------- | --- |
|                                       | |
| Kup prvaka                            | 1956. • 1957. • 1958. • 1959. • 1960. • 1961. • 1962. • 1963. • 1964. • 1965. • 1966. • 1967. • 1968. • 1969. • 1970. • 1971. • 1972. • 1973. • 1974. • 1975. • 1976. • 1977. • 1978. • 1979. • 1980. • 1981. • 1982. • 1983. • 1984. • 1985. • 1986. • 1987. • 1988. • 1989. • 1990. • 1991. • 1992. |
|                                       | |
| Liga prvaka                           | 1993. • 1994. • 1995. • 1996. • 1997. • 1998. • 1999. • 2000. • 2001. • 2002. • 2003. • 2004. • 2005. • 2006. • 2007. • 2008. • 2009. • 2010. • 2011. • 2012. • 2013. • 2014. • 2015. • 2016. • 2017. • 2018. • 2019. • 2020. • 2021. • 2022. • 2023. • 2024.                                         |

| Finala Kupa prvaka i UEFA Lige prvaka | Finala Kupa prvaka i UEFA Lige prvaka |
| ------------------------------------- | --- |
|                                       | |
| Kup prvaka                            | 1956. • 1957. • 1958. • 1959. • 1960. • 1961. • 1962. • 1963. • 1964. • 1965. • 1966. • 1967. • 1968. • 1969. • 1970. • 1971. • 1972. • 1973. • 1974. • 1975. • 1976. • 1977. • 1978. • 1979. • 1980. • 1981. • 1982. • 1983. • 1984. • 1985. • 1986. • 1987. • 1988. • 1989. • 1990. • 1991. • 1992. |
|                                       | |
| Liga prvaka                           | 1993. • 1994. • 1995. • 1996. • 1997. • 1998. • 1999. • 2000. • 2001. • 2002. • 2003. • 2004. • 2005. • 2006. • 2007. • 2008. • 2009. • 2010. • 2011. • 2012. • 2013. • 2014. • 2015. • 2016. • 2017. • 2018. • 2019. • 2020. • 2021. • 2022. • 2023. • 2024.                                         |